# Gorenje
Gorenje je slovinská společnost, která patří mezi hlavní evropské výrobce kuchyňské elektrotechniky. Spotřebiče dodává do více než 70 zemí po celém světě (Evropa, Austrálie, Asie, Jižní Amerika).
Společnost byla založena v roce 1950, její sídlo se nachází ve slovinském městě Velenje, moderní výrobní závody má kromě Velenje ještě v moravském Mariánském Údolí (Mora Moravia) a v srbském Valjevu, celkem zaměstnává více než 10 000 lidí.
Vlastní značky gorenje, gorenje+, Mora, Atag, Pelgrim, Etna, Upo, Körting a Sidex.
Kromě domácích spotřebičů vyrábí společnost kuchyňský nábytek a další výrobky pro domácnost (př. ohřívače vody a tepelná čerpadla).

## Historie
1950—1960 Zřízení Gorenje v obci, která nese stejný název. Zpočátku se jednalo o firmu, která se zabývala výrobou zemědělských strojů a poskytování stavebních materiálů. V roce 1958 rozšířila svou činnost na výrobu sporáků na tuhá paliva. Následoval přesun do nedalekého města Velenje v roce 1960 a výstavba nových montážních zařízení.
1961—1970 Společnost rozšiřuje svou výrobu na pračky a ledničky. V roce 1961 Gorenje poprvé vyváží do Německa.
1971—1980 Sortiment se rozšiřuje na výrobu kuchyňských linek, keramiky, lékařského vybavení, telekomunikačního zařízení, televizorů a ostatních elektrických spotřebičů pro domácnost. Byly podniknuty první kroky ve zřízení distribuční a prodejní sítě po celé západní Evropě, byly založeny společnosti v Německu, Rakousku, Francii, Dánsku a Itálii.
1981—1990 Zaměření na hlavní předmět podnikání - spotřebiče pro domácnost. Období charakterizované odlivem investic z nevýdělečných výrobních a obchodních operací a následné zaměření na zařízení pro domácnost, tedy oblast, kde byly největší zkušenosti a hlavní produkty společnosti.
1991—1996 Restrukturalizace Gorenje, od někdejšího socialistického self-managementu k plně privatizované společnosti působící v rozvojové tržní ekonomice. Vzhledem ke ztrátě na domácím trhu, kterou způsobil rozpad tehdejší Jugoslávie, bylo toto období charakteristické také intenzivní orientací na export. Zakládání společností ve východní Evropě (Česká republika, Maďarsko, Polsko, Bulharsko a Slovensko).
1997—2005 Gorenje se stává veřejnou obchodní společností. Investice do nových produktů a technologií, otevření nových trhů. V roce 2004 došlo k akvizici MORA MORAVIA, a.s., tradiční značky kuchyňských spotřebičů z České republiky.
2006—2009 V roce 2006 byl otevřen nový závod na výrobu chladniček a mrazniček ve městě Valjevo v Srbsku. Nové společné designové řady. Akvizice společnosti ATAG v roce 2008. Nový design inovativní generace kuchyňských spotřebičů Gorenje (lednice s mrazničkou "Gorenje for iPod", Gorenje Retro Collection a designová řada Gorenje Simplicity).
2010—2012 Akvizice společnosti ASKO v roce 2010. Uvedení nové značky Gorenje+. Nová generace Gorenje pračky a sušičky, inteligentní lednička s mrazničkou, varná deska Xtreme Power, Gorenje Vita a produktová řada Gorenje One.
2018 Majoritním vlastníkem Gorenje se stává čínská společnost Hisense a to podílem 95,42%, vlastníkem Hisense je Čínská lidová republika.
2022 — Gorenje pokračovalo ve své činnosti v Rusku navzdory mezinárodním sankcím a výzvám k ukončení podnikatelských aktivit v zemi po ruské invazi na Ukrajinu v roce 2022. V roce 2023 společnost oznámila významný nárůst příjmů ve srovnání s rokem 2022. Mezitím jsou produkty Gorenje zahrnuty na ruský seznam "paralelních dovozů", což umožňuje neautorizovaný dovoz jejich zboží bez souhlasu společnosti, čímž dochází k porušování jejich práv duševního vlastnictví. Tato situace vyvolala kritiku, protože pokračující přítomnost Gorenje v Rusku přispívá k místní ekonomice a podporuje válečné úsilí ruské vlády proti Ukrajině.

## Gorenje v České republice
Na českém trhu působí 2 společnosti Gorenje Group:
- Gorenje spol. s r.o.
- Gorenje real, spol. s r.o.

## Ocenění
Značka gorenje získala mezinárodní ceny: Red Dot Design Award (19 cen do roku 2013), Plus X AwardTM (13 cen do roku 2013), ceny Grüner Stecker, Get Connected Product of the Year Award, Product Innovation Award, Trusted Brand, Superbrands, Icograda Excellence Design Award, ICSID Excellence Design Award, Innovation of the year a další.